# Боровик
Борови́к, или Боле́т (лат. Boletus) — род грибов семейства Болетовые (лат. Boletaceae), имеющих трубчатый спороносный слой. Боровиком называют также один из наиболее распространённых видов этого рода — белый гриб.

## Таксономия
По предложенной Карлом Линнеем в 1753 году классификации, грибы сначала поделили на Болеты (трубчатые) (лат. Boletus) и Агарики (пластинчатые) (лат. Agaricus). К XX веку классификация усложнилась и под теми и другими стали понимать только отдельные роды этих типов грибов, причём Boletus остался латинским объединяющим названием для многих трубчатых шляпочных грибов и как таковый без перевода стал использоваться и в русском языке (болетус, болет). В начале XXI века генетические исследования раздробили род Boletus на многих других, в частности, Aureoboletus, Butyriboletus, Caloboletus, Cyanoboletus, Neoboletus, Rubroboletus, Suillellus, и в роде осталось только 282 вида. Сейчас понятия «болетус» и «боровик» с научной точки зрения в умеренном поясе Европы стали почти тождественны, поскольку боровик — белый гриб сосновый, названный боровиком за произрастание в сосновых борах, а также другие белые грибы, позаимствовавшие у него это название, являются практически единственными представителями рода.

## Морфология
- Плодовое тело шляпконожечное, массивное.
- Шляпка подушковидной или округлой формы, сухая, бархатистая или гладкая.
- Гименофор трубчатый, свободный или полусвободный. Поры — жёлтого, красного, либо (реже) белого цвета.
- Ножка утолщённая у основания или в средней части, снаружи сетчатая или волокнистая, реже — гладкая.
- Мякоть белого или жёлтого цвета, на разрезе у многих видов синеет, реже — краснеет или остаётся неокрашенной.
- Споровый порошок различных оттенков коричневого цвета.

## Экологияи распространение
Микоризообразователи с хвойными и лиственными деревьями, распространены повсеместно, но чаще в умеренных климатических поясах.

## Виды
Всего около 300 видов.
| | Boletus aereus                                                | Белый гриб медный, болет бронзовый                                                                                |                        |  |                          |
| | Boletus appendiculatus                                        | Боровик девичий, болет буро-жёлтый, боровик укоренённый, боровик красноватый                                      | Род: Butyriboletus     |  |                          |
| | Boletus barrowsii                                             | Боровик Берроуза                                                                                                  |                        |  |                          |
| | Boletus betulicolus                                           | Белый гриб берёзовый                                                                                              | Подвид Boletus edulis  |  |                          |
| | Boletus bicolor                                               | Боровик двуцветный                                                                                                | Род: Baorangia         |  |                          |
| | Boletus calopus                                               | Боровик красивый, болет красивоножковый, боровик несъедобный                                                      | Род: Caloboletus       |  |                          |
| | Boletus edulis                                                | Белый гриб, боровик, коровка                                                                                      |                        |  |                          |
| | Boletus erythropus                                            | Дубовик крапчатый, дубовик красноножковый, боровик зернистоногий, поддубник                                       |                        |  |                          |
| | Boletus fechtneri                                             | Болет Фехтнера | Род: Butyriboletus     |  |                          |
| | Boletus impolitus                                             | Полубелый гриб, боровик жёлтый, болет полубелый                                                                   | Род: Hemileccinum      |  |                          |
| | Boletus junquilleus                                           | Болет жёлтый, или «Болет Юнквилла»                                                                                |                        |  |                          |
| | Boletus luridus                                               | Дубовик обыкновенный, дубовик оливково-бурый, дубовик оливковый, болет грязно-бурый, поддубник, поддубовик, синяк |                        |  |                          |
| | Boletus legaliae                                              | Боровик ле Галь                                                                                                   | Род: Rubroboletus      |  |                          |
| | Boletus pascuus (Xerocomus pascuus)                           | Боровик пастбищный, Моховик пастбищный                                                                            | Род: Xerocomellus      |  |                          |
| | Boletus pinicola (Boletus pinophilus)                         | Белый гриб сосновый                                                                                               |                        |  |                          |
| | Boletus porosporus (Xerocomus porosporus)                     | Боровик пороспоровый, Моховик пороспоровый                                                                        | Род: Xerocomellus      |  |                          |
| | Boletus pulcherrimus                                          | Боровик прекрасный                                                                                                | Род: Rubroboletus      |  |                          |
| | Boletus purpureus (Boletus rhodopurpureus)                    | Болет пурпурный, боровик розово-пурпурный                                                                         |                        |  |                          |
| | Boletus queletii                                              | Дубовик Келе | Род: Suillellus        |  |                          |
| | Boletus radicans (Boletus albidus)                            | Боровик коренастый, болет глубокоукореняющийся, болет горький губчатый, болет укореняющийся                       | Род: Caloboletus       |  |                          |
| | Boletus regius                                                | Болет королевский, белый гриб царский                                                                             | Род: Butyriboletus     |  |                          |
| | Boletus reticulatus (Boletus aestivalis) (Boletus quercicola) | Болет сетчатый, боровик сетчатый, белый гриб дубовый, белый летний гриб                                           |                        |  |                          |
| | Boletus rhodoxanthus                                          | Боровик розовокожий                                                                                               | Род: Rubroboletus      |  |                          |
| | Boletus rubellus (Xerocomus rubellus)                         | Боровик красный, боровик красноватый, болет красный, моховик красный, моховик краснеющий, моховик красноватый     | Род: Hortiboletus      |  |                          |
| | Boletus satanas                                               | Сатанинский гриб                                                                                                  | Род: Rubroboletus      |  |                          |
| | Boletus splendidus                                            | Боровик блестящий, Ложный сатанинский гриб                                                                        | Род: Rubroboletus      |  |                          |
| \| \| отличный съедобный гриб \| \| хороший съедобный гриб \| \| условно-съедобный гриб \| \| \| несъедобный нетоксичный гриб \| \| токсичный гриб \| \| смертельно ядовитый гриб \| |                                                               | |                        |  |                          |
| | отличный съедобный гриб                                       | | хороший съедобный гриб |  | условно-съедобный гриб   |
| | несъедобный нетоксичный гриб                                  | | токсичный гриб         |  | смертельно ядовитый гриб |

## Пищевое значение
Самым ценным из широко распространённых видов рода боровиков считается белый гриб. Используется в разном виде — жареным, сушёным, маринованным и так далее. Впрочем, например, в Сибири, собирать его ранее было не принято.
Первые сведения об использовании в пищу грибов «болетусов» относятся к Древней Греции и Древнему Риму, однако в них болетусами называли грибы вообще и в частности цезарский гриб, не имеющий отношения к современному пониманию этого термина. Точных данных об использовании именно боровиков в Западной Европе нет до XVI века, когда в период Возрождения повысился интерес к природе и начались первые попытки классификации, хотя традиция предполагает, что под нередко используемым римлянами обозначением неких грибов suillus имелся в виду Boletus edulis. В XVII веке лечебники рекомендовали боровики против обморожений.